# Fabio Dal Cin

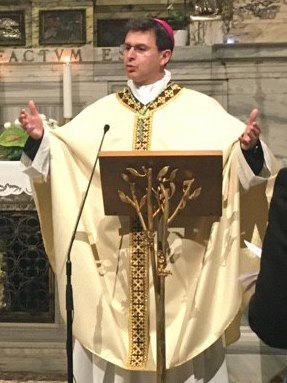
Dal Cin (2019)

Erzbischofswappen von Fabio Dal Cin

Fabio Dal Cin (* 23. Januar 1965 in Vittorio Veneto, Provinz Treviso, Italien) ist ein italienischer Geistlicher und Prälat von Loreto.

## Leben
Fabio Dal Cin empfing am 7. Dezember 1990 das Sakrament der Priesterweihe. Er erwarb in Padua ein Lizenziat in Theologie und wurde 2000 zum bischöflichen Delegaten für Bildungspastoral ernannt. Im März 2007 wurde Dal Cin Mitarbeiter der Kongregation für die Bischöfe. Papst Benedikt XVI. verlieh ihm 2012 den Titel Kaplan Seiner Heiligkeit.
Am 20. Mai 2017 ernannte ihn Papst Franziskus zum Prälaten von Loreto mit dem Rang eines Erzbischofs ad personam sowie zum Päpstlichen Gesandten für das Heiligtum von Loreto und für die Basilika des Heiligen Antonius in Padua. Die Bischofsweihe empfing er in der Kathedrale seiner Heimatstadt Vittorio Veneto am 9. Juli 2017 durch Marc Kardinal Ouellet, Präfekt der Kongregation für die Bischöfe. Mitkonsekratoren waren der Bischof von Vittorio Veneto, Corrado Pizziolo, sowie sein Vorgänger, der emeritierte Prälat von Loreto, Giovanni Tonucci.